# Андреа да Мурано
Андреа да Мурано (італ. Andrea da Murano за документами відомий з 1463 до 1512 рр.) — художник доби відродження в Венеції.

## Маловідома біографія
Факти біографії художника відомі мало і відновлені за рахунок архівних розшуків. Рік народження невідомий. Враховуючи першу документальну звістку про нього, датовану 1463 роком, коли він працював золотарником в церкві Сан Дзаккарія, він народився в 1440—1443 рр.
За припущеннями, Андреа де Мурано міг бути пов'язаний з художником Бартоломео Віваріні (бл. 1430—1491). Відомо, що обидва художники 1468 року співпрацювали над картинами «Сцени життя Авраама» для Скуоли ді Сан Марко, нині поруйнованої. Відомо про існування майстерні художника з 1472 року в Санта Марія Формоза, де працював і його брат Джироламо ді Джованні, різьбяр і золотарник. В 1480-і роки він працював на континенті в містечку Каслельфранко, де робив композиції, відомі в Венеції як «Святі бесіди». Деякий час працював в місті Тревізо.

## Художня манера

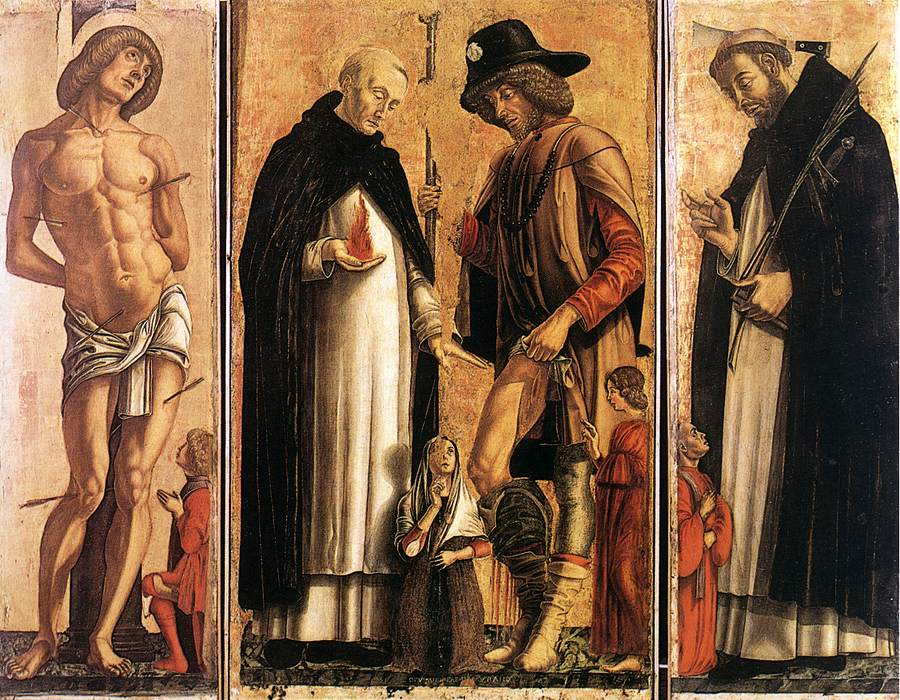
Поліптих Мадонна зі святими і донаторами, нижня частина.

Художній манері митця притаманні всі риси венеційської школи доби раннього відродження. Як і більшості картин венеційських митців того періоду, творам Андреа да Мурано притаманні урочистість, яскравість колориту. Вказівкою на неподоланість середньовічних рис були золоте тло вівтарних образів і їх застиглість. Стилістика майстра коливала в тих же межах, що і стилістика братів Віваріні та художників родини Белліні. Зрозуміло, що він також знав твори Андреа Мантенья.

## Вибрані твори
- Поліптих «Мадонна зі святими і донаторами», 1479
- «Святий Антоній»
- «Вівтар Святого Бастьяна»
- «Іван Євангеліст»
- «Мадонна на троні зі святими Павлом і Петром, Миколаєм Мирлікійським, Іваном Хрестителем», 1502 р.